# Eupsenius glaber
Eupsenius glaber är en skalbaggsart som beskrevs av Leconte 1849. Eupsenius glaber ingår i släktet Eupsenius och familjen kortvingar. Inga underarter finns listade i Catalogue of Life.